# 판도라 (2016년 영화)
《판도라》는 2016년에 개봉한 대한민국의 영화이다.
2016년 9월 12일 경주 지진으로 원전 안전에 대한 국민적 관심이 높아지고 울산 울주군에 새로 짓는 신고리 원전 5, 6호기에 대한 반대 여론이 제기되는 상황에서, 영화에서는 ‘한국수력원자력’을 ‘대한수력원자력’으로, 원전 이름은 ‘한별’로 설정해 전남 영광군의 한빛 원전과 발음을 유사하게 했다. 영화는 안전 불감증으로 원전이 폭발하고 컨트롤타워마저 없는 대책본부를 꼬집었다.

## 줄거리
역대 최대 규모의 강진에 이어 원자력 폭발 사고까지 예고 없이 찾아온 초유의 재난 앞에 한반도는 일대 혼란에 휩싸이고 믿고 있던 컨트롤 타워마저 사정없이 흔들린다. 방사능 유출의 공포는 점차 극에 달하고 최악의 사태를 유발할 2차 폭발의 위험을 막기 위해 발전소 직원인 ‘재혁’과 그의 동료들은 목숨 건 사투를 시작하는데…!

## 캐스팅
- 김남길 : 강재혁 역
- 김영애 : 석 여사 역
- 문정희 : 정혜 역
- 정진영 : 박평섭 (발전소장) 역
- 이경영 : 총리 역
- 강신일 : 공씨 역
- 김대명 : 길섭 역
- 유승목 : 감씨 역
- 김주현 : 연주 역
- 주진모 : 행안부 장관 역
- 송영창 : 신임본부장 역
- 김영웅 : 황씨 역
- 김세동 : 남씨 역
- 김한종 : 진택 역
- 박대원 : 용수 역
- 배강유 : 민재 역
- 심성효 : 윤씨 역
- 박선희 : 소정 엄마 역
- 지현준 : 재혁 형 역
- 송영재 : 재혁 아버지 역
- 최승훈 : 어린 재혁 역
- 임예슬 : 어린 연주 역
- 김건 : 어린 길섭 역
- 노강민 : 어린 진택 역
- 유현석 : 어린 용수 역
- 박팔영 : 산자부 장관 역
- 최효상 : 보건부 장관 역
- 공정환 : 정무수석 역
- 권홍석 : 홍보수석-대변인 역
- 허선행 : 민정수석 역
- 심영민 : 안보수석 역
- 조덕현 : 원자력안전기술원 원장 역
- 손종학 : 대한수력원자력 사장 역
- 민지혁 : 경호실장 역
- 김지운 : 수행비서 역
- 장준녕 : 주재원 역
- 조한철 : 심원 E&C 사장 역
- 임승대 : 심원 E&C 팀장 역
- 송영규 : 계측제어 팀장 역
- 강석원 : 기계설비 팀장 역
- 곽인준 : 대외협력실장 역
- 정인기 : 소방대장 역
- 백도빈 : 구조대장 역
- 주석태 : 소방대원 1 역
- 최명진 : 소방대원 2 역
- 박기태 : 소방대원 3 역
- 김태훈 : 구조대원 1 역
- 강태식 : 구조대원 2 역
- 이승준 : 재난안전팀 1 역
- 어성욱 : 재난안전팀 2 역
- 송철호 : 발전소 직원 1 역
- 형원 : 발전소 직원 2 역
- 김태현 : 발전소 직원 3 역
- 김정수 : 2호기 직원 역
- 차명욱 : 발전소 경비 역
- 박용 : 심원 E&C 인부 1 역
- 이태형 : 심원 E&C 인부 2 역
- 강지원 : 선임간호사 역
- 오예설 : 신임간호사 역
- 김명민 : 대통령 강석호 역 (특별출연)
- 김혜은 : 영부인 역 (특별출연)

## 설정
- 대한수력원자력
- 한별 원자력발전소